# Tirreno-Adriático 1984
La XIX edición del Tirreno-Adriático se disputó entre el 8 y el 14 de marzo de 1984 con un recorrido de 1.010 kilómetros con salida en Ischia y llegada a San Benedetto del Tronto. El ganador de la carrera fue el sueco Tommy Prim del Bianchi.

## Etapas
| Etapa   | Fecha       | Recorrido                             | km    | Ganador           | Líder          |
| ------- | ----------- | ------------------------------------- | ----- | ----------------- | -------------- |
| Prólogo | 8 de marzo  | Forio Ischia - Forio Ischia (CRI)     | 4,85  | Guido Bontempi    | Guido Bontempi |
| 1ª      | 9 de marzo  | Pozzuoli - Frosinone                  | 189,0 | Jesper Worre      | Jesper Worre   |
| 2ª      | 10 de marzo | Cassino - Montenero                   | 180,0 | Erich Maechler    | Jesper Worre   |
| 3ª      | 11 de marzo | Montenero - Monte San Pietrangeli     | 229,0 | Mario Beccia      | Tommy Prim     |
| 4ª      | 12 de marzo | Recanati - Ancona                     | 217,0 | Adri van der Poel | Tommy Prim     |
| 5ª      | 13 de marzo | Camerano - Monte Bondone              | 211,0 | Marc Madiot       | Tommy Prim     |
| 6ª      | 14 de marzo | S.B del Tronto - S.B del Tronto (CRI) | 12,05 | Roberto Visentini | Tommy Prim     |

## Clasificaciones finales

### General
| Posición | Ciclista            | Equipo                   | Tiempo      |
| -------- | ------------------- | ------------------------ | ----------- |
| 1        | Tommy Prim          | Bianchi                  | 28h 39' 41" |
| 2        | Erich Maechler      | Cilo-Aufina              | + 02"       |
| 3        | Roberto Visentini   | Carrera                  | + 05"       |
| 4        | Adri van der Poel   | Kwantum                  | + 14"       |
| 5        | Greg Lemond         | Renault                  | + 23"       |
| 6        | Giuseppe Petito     | Alfa Lum                 | + 29"       |
| 7        | Stefan Mutter       | Cilo-Aufina              | + 39"       |
| 8        | Johan van der Velde | Metauro Mobili-Pinarello | + 40"       |
| 9        | Joop Zoetemelk      | Kwantum                  | + 42"       |
| 10       | Alfredo Chinetti    | Supermercati Brianzoli   | + 43"       |